# Spirometryczna próba prowokacyjna
Spirometryczna próba prowokacyjna – badanie diagnostyczne służące do wykazania nadreaktywności oskrzeli.
W zależności od zastosowanej w trakcie testu substancji, można wykazać nieswoistą lub swoistą nadreaktywność oskrzeli.

## Wykonanie próby
Przed badaniem wykonuje się spirometrię, tak zwaną spirometrię podstawową. Następnie podaje się drogą wziewną substancję badaną w dawkach wzrastających w postępie geometrycznym. W przypadkach oznaczania nadwrażliwości nieswoistej podaje się metacholinę lub histaminę, w przypadkach oznaczania swoistej nadwrażliwości podaje się alergeny, na które chce się wykazać nadwrażliwość.
Po inhalacji każdej dawki ocenia się zmianę natężonej objętości wydechowej pierwszosekundowej (FEV1) w porównaniu z wartościami uzyskanymi w spirometrii podstawowej. Zmniejszenie FEV1 o 20% lub więcej uznaje się za istotne klinicznie. Dawka, która wywołuje taki spadek, oznaczana jest jako PD20 lub jeśli wyraża stężenie substancji, która wywołuje to obniżenie, określana jest jako PC20.

## Interpretacja wyników
- PC20 poniżej 1 mg/ml – nadreaktywność znaczna
- PC20 1–4 mg/ml – nadreaktywność umiarkowana
- PC20 4–16 mg/ml – nadreaktywność graniczna
- PC20 powyżej 16 mg/ml – brak nadreaktywności

## Przeciwwskazania

### Przeciwwskazania bezwzględne
- ciężka obturacja (FEV1 poniżej 1,2 l) w spirometrii podstawowej
- zawał mięśnia serca lub zdarzenie mózgowonaczyniowe w ciągu ostatnich 3 miesięcy
- tętniak
- brak współpracy lub niemożność zrozumienia procedury badania

### Przeciwwskazania względne
- znaczna nadreaktywność oskrzeli ujawniająca się podczas powtarzalnych spirometrii, przejawiająca się postępującym spadkiem FEV1
- umiarkowana obturacja (FEV1 u mężczyzn poniżej 1,5 l, a u kobiet – poniżej 1,2 l)
- zakażenie układu oddechowego w ciągu ostatniego miesiąca
- nadciśnienie tętnicze niekontrolowane
- ciąża
- padaczka